# Itabashi

Sectorul Itabashi pe harta Tokyo

Itabashi (板橋区 Itabashi-ku?) este un sector special al zonei metropolitane Tōkyō din Japonia.